# René Tretschok
René Tretschok (ur. 23 grudnia 1968 w Wolfen) – niemiecki piłkarz występujący na pozycji pomocnika. Trener piłkarski.

## Kariera
Tretschok jako junior grał w drużynach Chemie Wolfen oraz Chemie Halle. W 1986 roku został włączony do pierwszej drużyny Chemie Halle, grającej w DDR-Lidze. W 1987 roku awansował z zespołem do DDR-Oberligi. W 1990 roku Chemie Halle zmieniło nazwę na Hallescher FC. W 1991 roku, po zjednoczeniu Niemiec, Tretschok rozpoczął z klubem starty w 2. Bundeslidze. Spędził tam rok.
W 1992 roku odszedł do Borussii Dortmund z Bundesligi. W tych rozgrywkach zadebiutował 24 października 1992 roku w wygranym 4:1 meczu z Borussią Mönchengladbach. W 1993 roku dotarł z zespołem do finału Pucharu UEFA, jednak Borussia uległa tam w dwumeczu Juventusowi Turyn. W 1993 roku Tretschok został wypożyczony do drugoligowego klubu Tennis Borussia Berlin. W 1994 roku powrócił do Borussii Dortmund. 25 lutego 1995 roku w wygranym 2:1 pojedynku z 1. FC Köln strzelił pierwszego gola w Bundeslidze. W 1995 roku i w 1996 roku zdobył z klubem mistrzostwo Niemiec. Natomiast w 1997 roku wygrał z Borussią Ligę Mistrzów oraz Puchar Interkontynentalny.
W 1997 roku Tretschok został zawodnikiem innego pierwszoligowego zespołu, 1. FC Köln. Zadebiutował tam 2 sierpnia 1997 roku w wygranym 3:2 spotkaniu z ekipą MSV Duisburg, w którym zdobył także bramkę. W 1998 roku po spadku 1. FC Köln, podpisał kontrakt z Herthą Berlin, grającą w Bundeslidze. Pierwszy ligowy mecz zaliczył tam 16 sierpnia 1998 roku przeciwko Werderowi Brema (1:0). W 2003 roku odszedł do rezerw Herthy. Spędził w nich 2 lata. Potem grał w zespołach SV Babelsberg 03 oraz FC Grün-Weiß Wolfen, gdzie w 2009 roku zakończył karierę.